# Cochlicopa nitens
Cochlicopa nitens is een slakkensoort uit de familie van de Cochlicopidae. De wetenschappelijke naam van de soort werd in 1848 voor het eerst geldig gepubliceerd door Meinrad von Gallenstein.

## Kenmerken
Het slakkenhuis is 6,2 tot 7,5 mm hoog en 2,8 tot 3,4 mm breed (dik). De windingen zijn sterk gewelfd, de hechtingen duidelijk gevormd. Het is hoornbruin, kastanjebruin tot koffiekleurig en transparant. Het oppervlak is erg glanzend. De peervormige mond is rond. De lip is iets verdikt.
Het zachte lichaam is bijna zwart en schijnt door de kast heen. In het mannelijke deel van het voortplantingssysteem vertakt de zaadleider (vas deferens) zich vroeg van de eileider (spermakanaal). De zaadleider is licht kronkelig en gaat over in de epiphallus. Dit is ongeveer net zo lang als de penis. De oprolspier en een zeer lange, dunne appendix, verdikt als een knots aan het einde, hechten aan de penis / epihallus-overgang. De vrije eileider is langer dan de vagina. De spermatheca is matig lang, de blaas relatief klein. Een zeer matig lang divertikel hecht zich in ongeveer de helft.

### Vergelijkbare soorten
Het huisje van Cochlicopa nitens is groter en breder dan die van de glanzende agaathoren (C. lubrica) en heeft meer convexe windingen en een duidelijkere hechtdraad. De top is spitser dan bij C. lubrica. Het is meestal ook veel donkerder. Het voortplantingssysteem van de twee soorten lijkt erg op elkaar. Bij C. lubrica is alleen de vrije eileider veel langer dan de vagina; bij C. nitens is de vrije eileider slechts iets langer dan de vagina. Aan de andere kant verschilt het seksuele apparaat van beide soorten duidelijk van dat van de slanke agaathoren (C. lubricella).

## Verspreiding en leefgebied
Cochlicopa nitens komt slechts op enkele plaatsen in Europa voor, die meestal volledig van elkaar geïsoleerd zijn. Het is alleen bekend van enkele plaatsen in Zuidoost-Zweden, Denemarken (Seeland), de Baltische staten, Noord-Frankrijk, Zwitserland, Oostenrijk, Duitsland, Tsjechië, Slowakije, Polen, Hongarije en Bulgarije. De soort wordt ook subfossiel gevonden in Engeland en Canada (Quebec). In het oosten strekt het verspreidingsgebied zich uit over van Oost-Europa, de Krim, de Kaukasus tot Zuid-Siberië.
Het geeft de voorkeur aan zeer vochtige, kalkrijke locaties zoals periodiek overstroomde heide en moerassen, langs irrigatiekanalen, maar ook zeer natte weiden en natte bossen op kalkhoudende ondergrond. In Zwitserland is hij te vinden tot een hoogte van 1200 meter.